# Shivli
Shivli è una suddivisione dell'India, classificata come nagar panchayat, di 7.830 abitanti, situata nel distretto di Kanpur Dehat, nello stato federato dell'Uttar Pradesh.